# 韋爾韋特里奇鎮區 (阿肯色州懷特縣)
韋爾韋特里奇鎮區（英語：Velvet Ridge Township）是位於美國阿肯色州懷特縣的一個行政鎮區。

## 地方資料
韋爾韋特里奇鎮區的面積為37.77平方千米，當中陸地面積為37.77平方千米，而水域面積為0.00平方千米。根據2010年美國人口普查的數據，當地共有人口922人，而人口密度為每平方千米24.41人。